# MACHO-96-BLG-5
La sigla MACHO-96-BLG-5 identifica un evento di microlensing della durata di circa 970 giorni verificatosi nella costellazione del Sagittario ad una distanza di circa 100.000 anni luce dal sistema solare, in direzione del bulge galattico.
L'evento si sarebbe verificato a causa del transito davanti ad una stella posta ad una distanza maggiore di un MaCHO (Massive compact halo object, oggetto compatto massiccio dell'alone), probabilmente un buco nero stellare isolato con una massa di circa 6 masse solari.
L'esistenza di questo buco nero è stata appurata a causa dell'effetto di lente gravitazionale che ha aumentato la luminosità della stella davanti a cui è transitato: infatti la particolare forza di gravità del buco nero genera una curvatura dello spaziotempo tale da deflettere la luce della stella ed agire come una lente; in questo modo, la stella distante è momentaneamente ingrandita e la sua luminosità risulta amplificata.